# Carola Lepping
Carola Lepping (* 14. Mai 1921 in Elberfeld; † 5. Mai 2009 in Hückeswagen) war eine deutsche Schriftstellerin.

## Leben
Carola Lepping absolvierte nach dem Abitur ein Studium an der Hochschule für Lehrerbildung in Dortmund. Anschließend war sie als Volks- und Hauptschullehrerin in Hückeswagen tätig, wo sie auch ehrenamtlich die Stadtbücherei leitete.
Carola Lepping ist Verfasserin von Romanen, Erzählungen und Essays. Für ihren ersten Roman Bela reist am Abend ab erhielt sie 1955 den Schweizer Charles-Veillon-Preis. Danach veröffentlichte sie vorwiegend kleinere Arbeiten in regionalen und lokalen Periodika. Ein zweiter, umfangreicher, bereits in den Fünfzigerjahren geschriebener Roman erschien erst 2006. Carola Lepping war ab 1961 Mitglied des Autorenkreises Ruhr-Mark.

## Werke (Auswahl)
- Bela reist am Abend ab. Roman. S. Fischer, Frankfurt/M. 1956. Auszug (Seite 44–47) online (Memento vom 14. Februar 2013 im Internet Archive)
- Das alte Haus auf Hartkopsbever. Ein bergisches Bilderbuch. Sonderausgabe. Middelhauve, Köln 1981, ISBN 3-7876-9119-7 (Illustrationen von Ilse Noor).
- Huldigung an Sisley. Bildergeschichten vom Glück. BoD, Norderstedt 2004, ISBN 3-8334-1878-8.
- Cor. Wenz, Dreieich bei Frankfurt/M. 2006, ISBN 3-937791-15-9.
- Syrische Reise. Medu Verlag, Dreieich bei Frankfurt/M. 2008, ISBN 978-3-938926-61-1.